# 長野市立図書館
長野市立図書館（ながのしりつとしょかん）は、長野県長野市にある市立図書館である。長野図書館と南部図書館の2館、26の公民館分室と40の市民文庫があり、本館と分室のネットワーク化を推進する。
長野図書館はバランスを重視した資料収集と提供を意識し、市の中心的図書館としての役割を担う。南部図書館は、情報サービスの拠点と位置づけ、分室とのネットワークの拠点として移動図書館の運行を担う。

## 沿革
- 1979年（昭和54年）6月11日 - 長野市立南部図書館開館[3]
- 1985年（昭和60年）7月1日 - 長野市立長野図書館開館[3]

## 長野図書館
長野市中心部、長野県庁や信州大学キャンパスの至近に所在する図書館。1985年（昭和60年）、県立長野図書館が若里へ移転した跡地を活用して開館した。市立図書館としての歴史は浅いが、信濃教育会信濃図書館（県立図書館の前身）の時代を含めれば1907年（明治40年）から同地には図書館が置かれてきた。
週末、祝日、長期休業期間中は、3階の講義室を学習室として開放する。1階には、持参したパソコンを利用できる優先席がある。館内で利用できる車椅子やベビーカーの貸し出しを行う。
敷地内の道路に沿って、モモの1種であるロトウザクラが10本植えられており、信州に春を告げる花として、市民に親しまれている。

### 沿革
前史
- 1907年（明治40年）6月 - 信濃教育会信濃図書館が開館
- 1929年（昭和4年）8月 - 長野県立長野図書館として長門町に開館
- 1979年（昭和54年）8月 - 長野県立長野図書館が同市若里（現 若里一丁目）に移転

長野市立長野図書館の歴史
- 1983年（昭和58年）4月 - 長野市立北部図書館（仮称）建設計画策定に着手
- 1985年（昭和60年）7月1日 - 県立図書館移転跡に、長野市立長野図書館開館

### 施設

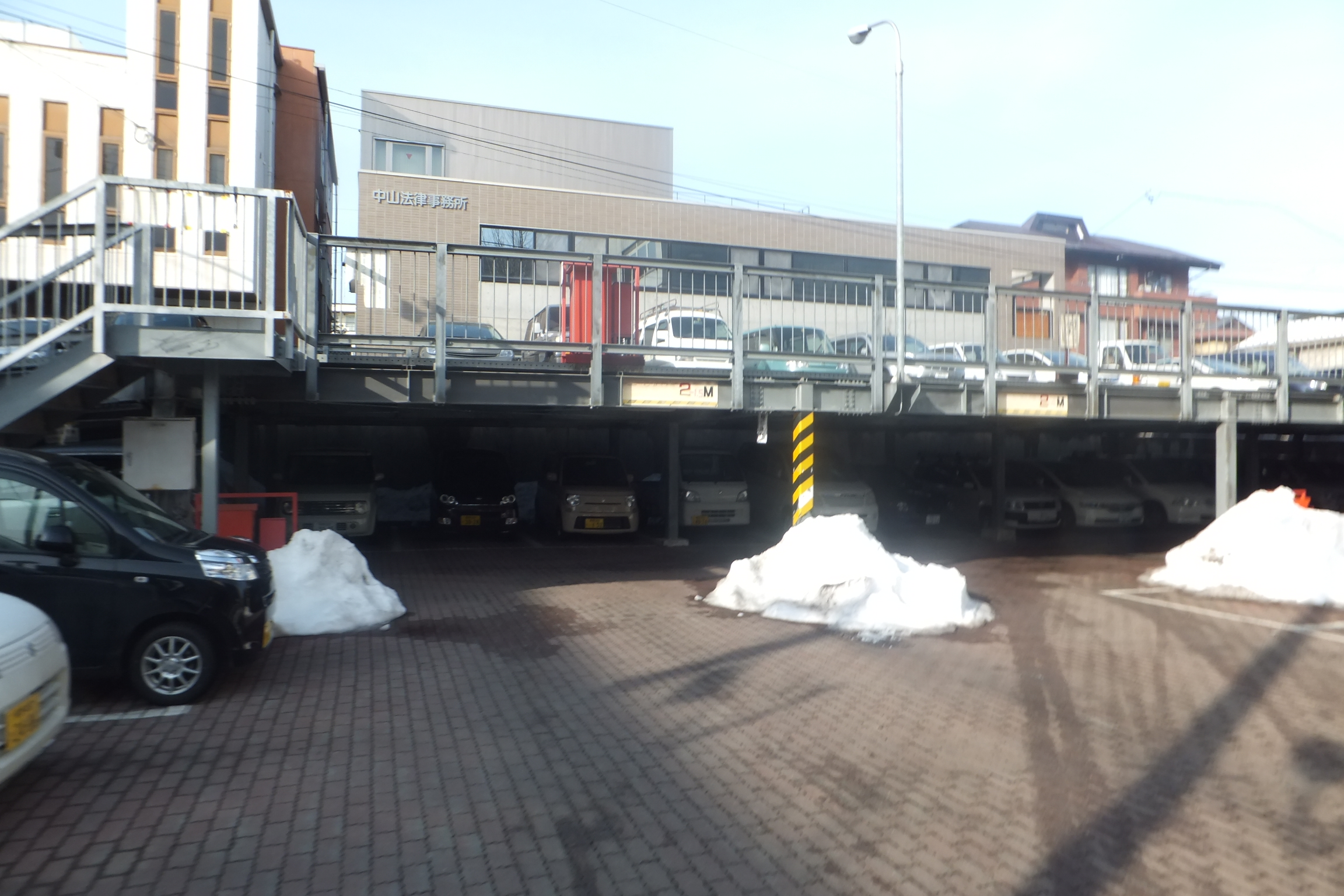
駐車場

利用しやすさをモットーに掲げ、入口の段差をなくすほか、屋外にも読書スペースを設ける。
- 建物[10]
  - 構造 - 鉄筋コンクリート造 地上3階・地下1階[6]
  - 延床面積 - 4,959.32m2
  - 配置
    - 3階 - 視聴覚室・講義室・会議室・閉架書庫 ほか
    - 2階 - 閲覧室・事務室・資料室 ほか
    - 1階 - 閲覧室・障害者ライブラリー・コンピュータ室・対面朗読室
    - 地階 - 機械室

### 障害者ライブラリー
「すべての人に図書館サービスを」という理念のもと、「図書館利用に障害のある方へのサービス」を目標に、開館から10年後の1995年の7月から「障害者サービス」を始める。「視覚に障害があり、活字資料を利用するのが困難な方」を対象とし、障害者手帳の有無は問わない。サービスを担うのは、図書館職員以外に養成講座でスキルを身につけた図書館協力者で、2013年時点で点訳者13人、音訳者36人が登録している。

### 現地情報

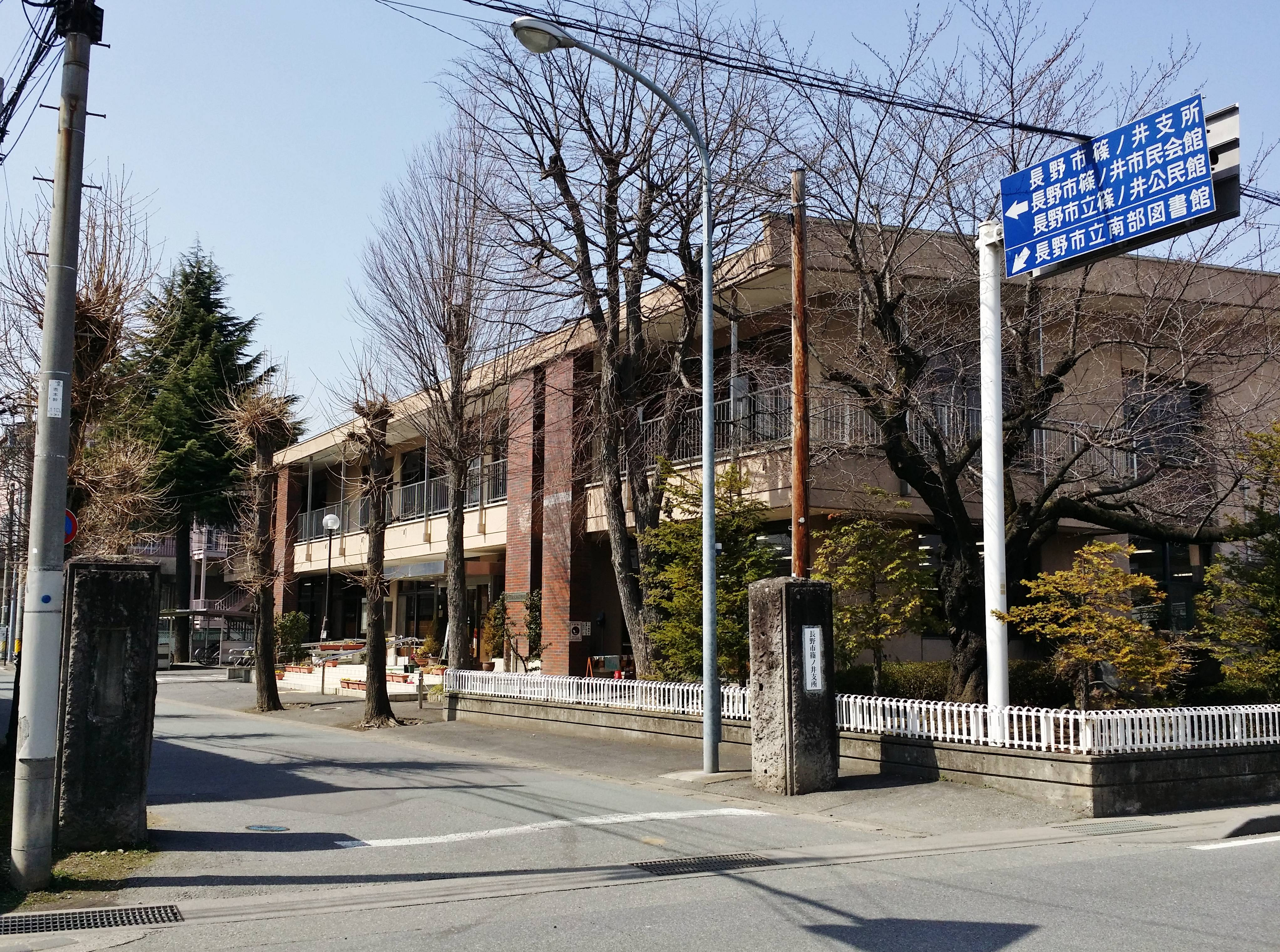
門柱
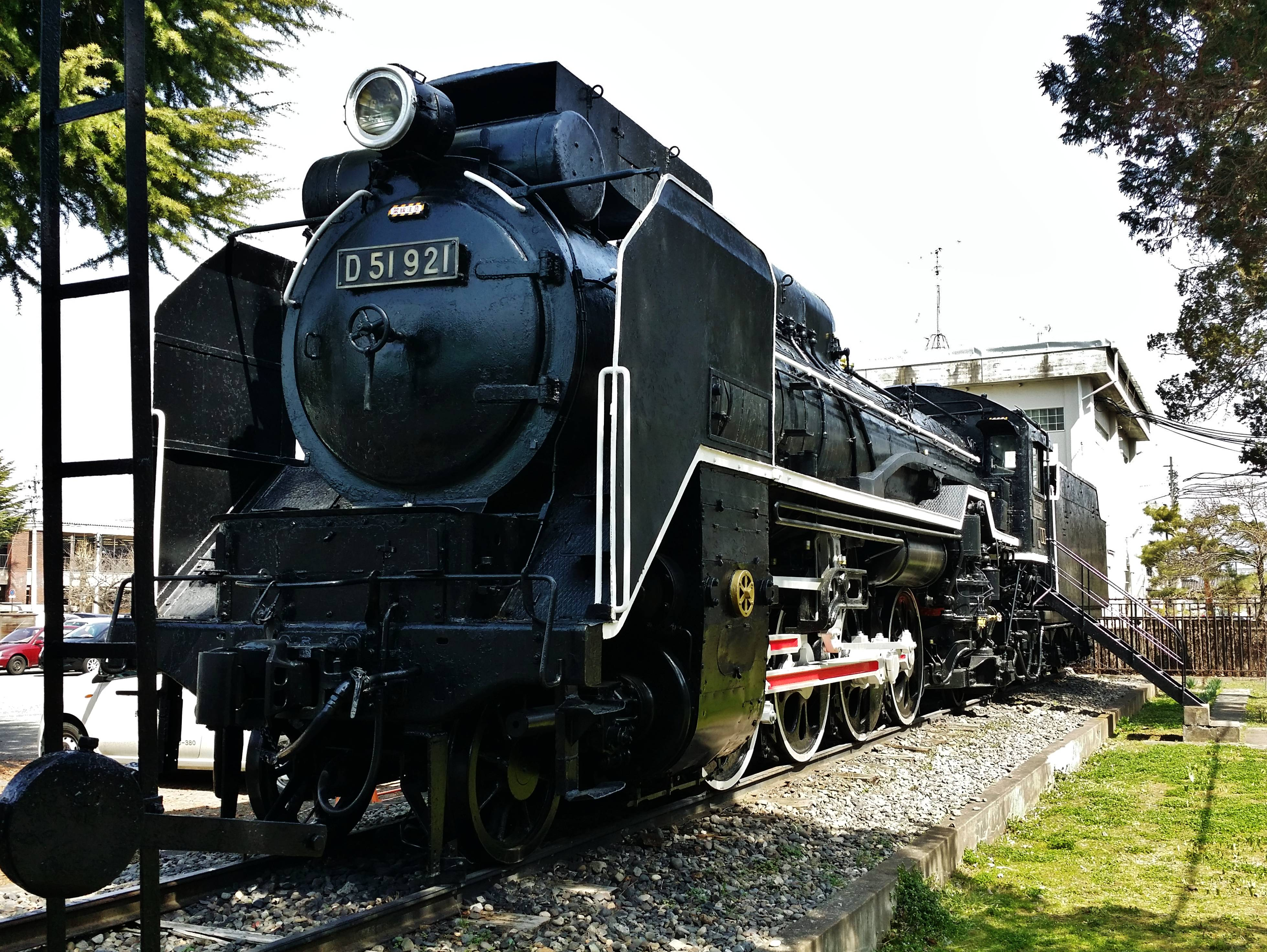
国鉄D51・921号
津崎尚武の胸像
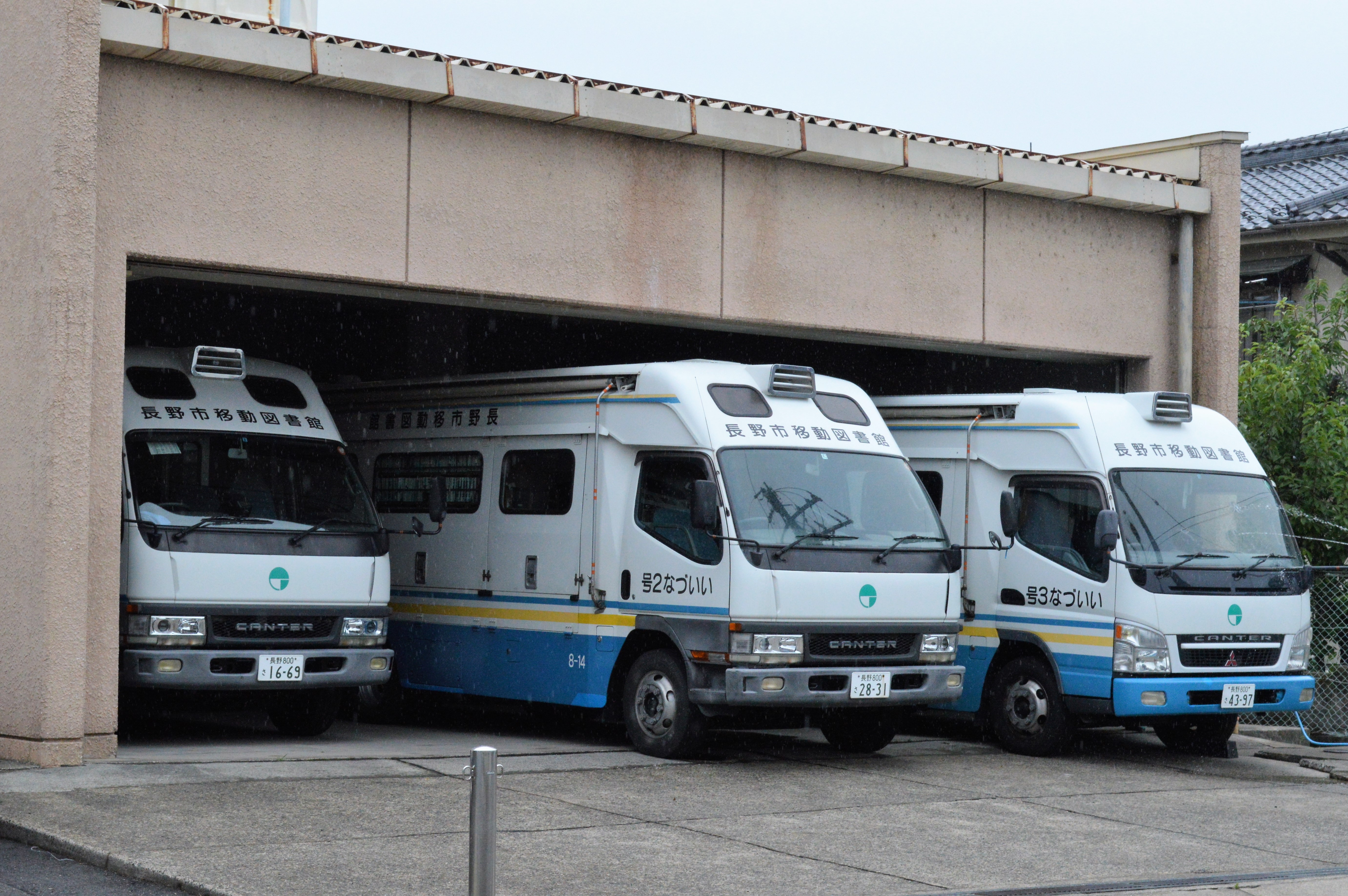
長野市移動図書館

所在地
長野県長野市長門町1097-3
善光寺南西の教育関連施設が集まる一角。周辺には信濃教育会館や長野県教育会館、信州大学教育学部などがある。
交通アクセス 
長野駅善光寺口
- バス1番のりば　善光寺方面行き「花の小路」バス停より徒歩約6分
- バス4番のりば　ぐるりん号「大門西」バス停より徒歩約4分、「信大教育学部前」バス停より徒歩約3分  長野電鉄
- 長野電鉄権堂駅から徒歩15分

### 「さわるなの石」の伝承
長野市立図書館の南西の植え込みの中には、境界石と「この立石は口碑に旧善光寺領と松代領との境界標なりと云う。道路拡張のため西方七メートルの箇所にありしを本地点に移転す」と書かれた石碑が立っている。
かつて、この周辺の地名を「堅石」といった。この石が立っていたからである。江戸時代の初め、徳川家康の六男・松平忠輝が現在の信州大学教育学部の東あたりに屋敷を構えていた。そのころ、この石は市神（市場での取引を見守る神）だったという。その後は、善光寺領と松代藩領の境の石になった。
そしてこの石の根は、地獄まで続いていて動かすことができないとか、動かすとたたりがあると言われるようになった。昭和4年（1926年）、県立図書館の新築にともない、道路を拡張して石を動かさなければならなくなった。7メートルほど動かしたが、土に埋まっていた部分は20センチほどで、意外に作業は簡単だった。しかし、その作業をした一人が急死したり、突然高熱を出したりした。
やはり動かすとたたりがあるということで、この石は今もこの場所に残っているという。

### 旭日町遺跡
旧県立図書館跡地に市立図書館が建つのに先立ち、昭和59年4～5月にこの地で発掘調査が行われた。遺跡は裾花川河岸段丘上にあり、市街化が進んだ今でも、遺跡周辺では段丘を見ることができる。調査では、縄文時代中期（約5,000～4,000年前）の住居跡２軒、縄文時代の埋甕、古墳時代の住居跡４軒などが発見された。出土した縄文土器は関東や東北のものと似ており、広域の交流が行われていたことが窺える。また、注目すべきはタカラガイ形土製品で、粘土でつくられていた。富山県・岐阜県北部（飛騨地方）・長野県北部などに分布が限られており、全国的にも希少な出土例である。市の埋蔵文化財に指定されている。

## 南部図書館
長野市南部の篠ノ井地区（旧篠ノ井市）に位置する図書館。旧信濃図書館と同じく1907年（明治40年）に篠ノ井通明図書館として開館して以来、市町村合併により名称や運営は何度も変わったが長い歴史を繋いできた。
児童コーナーに、小・中学校の教科書を置いている。

### 沿革
- 1907年（明治40年）5月 - 通明小学校内に篠ノ井通明図書館開館
- 1923年（大正13年）11月 - 篠ノ井通明図書館、篠ノ井町・栄村組合立通明図書館となる
- 1928年（昭和3年） - 篠ノ井町・栄村組合立通明図書館、市町村合併に伴い篠ノ井町立通明図書館となる
- 1959年（昭和34年）5月 - 篠ノ井町立通明図書館、市制施行に伴い篠ノ井市立通明図書館となる
- 1966年（昭和41年）10月 - 篠ノ井市立通明図書館、市町村合併に伴い長野市立通明図書館となる
- 1979年（昭和54年）3月 - 長野市立通明図書館、新築移転（現・長野市立南部図書館の位置）
- 1979年（昭和54年）6月11日 - 長野市立通明図書館、長野市立南部図書館と改称し開館

### 施設
- 建物[10]
  - 構造 - 鉄筋コンクリート造 地上2階・地下1階
  - 延床面積 - 2,130.68m2
  - 配置
    - 2階 - 団体室 兼 会議室
    - 1階 - 閲覧室・閉架書庫・事務室・資料室 ほか
    - 地階 - 機械室

### 移動図書館
長野市の移動図書館は南部図書館を基地に運用されている。2020年1月現在、市内約92カ所を2週間に1度のペースで巡回している。
1976年（昭和51年）に車両1台と貸し出し用図書3,400冊を購入し、職員3人で7月1日から運用を始めた。運用開始後の9ヶ月で延べ28,500人の利用者に5万冊を貸し出しをした。その後遠隔地に住む市民からの強い要望により、1977年（昭和52年）に2台目、1978年（昭和53年）に3台目の「いいずな」号を購入している。1978年（昭和53年）10月には延利用者が109,000人、延べ利用冊数は203,000冊になった。
移動図書館の名称は、市内からの公募の中から中学生3人の応募「いいづな」から名付けられた。

### 現地情報
所在地
長野県長野市篠ノ井御幣川1201
交通アクセス
JR・しなの鉄道篠ノ井駅から徒歩6分
- 門柱
- 国鉄D51・921号
- 津崎尚武の胸像
- 長野市移動図書館

## 分室・市民文庫

### 分室
- 城山公民館
- 中部公民館
- 芹田公民館
- 古牧公民館
- 三輪公民館
- 吉田公民館
- 古里公民館
- 柳原公民館
- 浅川公民館
- 大豆島公民館
- 朝陽公民館
- 若槻公民館
- 長沼公民館
- 安茂里公民館
- 小田切公民館
- 芋井公民館
- 松代公民館
- 若穂公民館
- 川中島町公民館
- 更北公民館
- 七二会公民館
- 信更公民館
- 豊野公民館
- 戸隠公民館
- 鬼無里公民館
- 大岡公民館

### 市民文庫
- 湯福老人福祉センター
- 氷鉋老人福祉センター
- 長野市ボランティアセンター
- 柳町老人福祉センター
- 七二会荘
- 老人ホーム尚和寮
- 松代デイサービスセンター
- 篠ノ井支所信里連絡所
- 松代東条児童センター
- 朝陽児童センター
- 芋井児童センター影山分館
- 保科児童センター
- 北部勤労青少年ホーム
- 中部勤労青少年ホーム
- 南部勤労青少年ホーム
- 障害者福祉センター
- 東部保健センター
- 北部保健センター
- 更級福祉園
- 三帰寮
- そのおき子ども文庫
- ぽぽろ文庫
- 飯綱子どもの森幼稚園
- 豊栄児童館
- 綿内児童センター
- 青木島児童センター
- 松代花の丸児童センター
- 真島児童館
- 更府子どもプラザ
- ケア・ハウスあさひ
- みくりや子ども文庫
- 寺尾児童クラブ
- 笹平児童クラブ
- 加茂児童センター
- ケアハウスレインボーわかつき
- 鬼無里文庫
- 松代保健センター
- 戸隠児童クラブ
- 朝陽児童クラブ
- 豊野西部児童センター

## 基礎情報

### 図書館
| 図書館の一覧 | 図書館の一覧         | 図書館の一覧                                    | 図書館の一覧                                                                                      |
| 館名         | 所在地               | 開館時間                                        | 休館日                                                                                            |
| ------------ | -------------------- | ----------------------------------------------- | ------------------------------------------------------------------------------------------------- |
| 長野図書館   | 長門町1097番地3      | 平日：9時45分～19時 土・日・祝日：9時45分～18時 | 毎週火曜日、毎月最終木曜日、12月第4水曜日、年末年始、蔵書整理期間                                 |
| 南部図書館   | 篠ノ井御幣川1201番地 | 10時～18時                                      | 毎週火曜日、毎月末日（火・土・日・祝日の場合は直前の平日）、12月第4水曜日、年末年始、蔵書整理期間 |

### 利用案内
- 貸出対象[20]
  - 市内在住者
  - 市内通勤・通学者
  - 須坂市・高山村・信濃町・小川村・飯綱町・小布施町在住者
- 貸出冊数・期間
  - 10冊、2週間まで（うちCD・カセットは5点まで）
  - 移動図書館は、5冊、次の巡回日まで